# How to Die Alone
How to Die Alone est une série télévisée américaine créée par Natasha Rothwell, dont la date de diffusion est prévue le 13 septembre 2024 sur Hulu.

## Synopsis
Une femme qui n'a jamais été amoureuse, décide de changer de vie après une expérience de mort imminente.

## Distribution

### Acteurs principaux
- Natasha Rothwell (VF : Anne Mathot) : Mel
- Conrad Ricamora (VF : Anatole de Bodinat) : Rory, le meilleure ami de Mel
- Jocko Sims (VF : Namakan Koné) : Alex, l'ex de Mel
- KeiLyn Durrel Jones (VF : Baptiste Marc) : Terrance, le collègue de Mel
- Jaylee Hamidi : Allie, une amie de Mel
- Michelle McLeod (VF : Karine Foviau) : Patti, la collègue et némésis de Mel
- Christopher Powell (VF : Jhos Lican) : Deshawn
- Arkie Kandola : Shaun Gill
- Elle Lorraine : Kaya
- Melissa DuPrey (VF : Vanessa Van-Geneugden) : Tamika

### Acteurs invités
- Bashir Salahuddin (VF : Alex Fondja) : Brian, le frère ainé de Mel
- Ellen Cleghorne (VF : Virginie Emane) : Beverly, la mère de Mel
- H. Jon Benjamin : Carl, un fauconnier

 Source et légende : version française (VF) sur RS Doublage